# Autoportret z czarnym spanielem
Autoportret z czarnym spanielem (Courbet z czarnym psem, fr. Autoportrait au chien noir) – obraz olejny francuskiego malarza Gustave’a Courbeta przechowywany w Petit Palais w Paryżu.

## Historia
W 1842 r.  Courbet namalował wczesną wersję autoportretu z psem we wnętrzu, zdradzającą wpływy dawnego malarstwa. Później powstał większy portret przedstawiający malarza i zwierzę na tle krajobrazu. Artysta wysyłał swoje obrazy do akceptacji na Salon w roku 1844 i drugi z autoportretów dołączył za namową malarza Hessego do przesyłki. Ku zaskoczeniu Courbeta Autoportret z czarnym spanielem został zaakceptowany do wystawienia jako jedyne jego płótno. Było to równocześnie pierwsze dzieło malarza prezentowane na Salonie.
Zwierzę, które przedstawił obok siebie na obrazie, dostał w prezencie. Pies, określany jako angielski spaniel, wzbudzał powszechne zainteresowanie. 
Dwa obrazy ukazujące malarza stały się początkiem znaczącej części jego twórczości. Courbet malował swe autoportrety przez całe życie, podobnie jak Rembrandt czy van Gogh, a przedstawianie siebie samego stało się jednym z centralnych tematów jego twórczości.

## Opis
Obraz przedstawia młodego mężczyznę w kapeluszu, siedzącego na ziemi i trzymającego fajkę w ręce, za którego plecami znajdują się laska i teczka z rysunkami. U jego boku siedzi czarny pies. Mężczyzna opiera się o ścianę skalną (namalowaną za pomocą szpachli, podobnie jak fragmenty nieba), która urywa się i odsłania rozległy widok na krajobraz przypominający okolice Ornans, rodzinnej miejscowości artysty. 
Courbet przedstawił siebie w wiejskiej scenerii, ale w stroju miejskiego dandysa. Spogląda na widza z góry, z pewnością siebie i pewną arogancją. Jego piękna twarz jest okolona gęstymi czarnymi włosami, ale pozbawiona brody, którą będzie eksponował na powstałych później autoportretach. Przedstawienie psa jest niejako odbiciem przedstawienia właściciela, artysta ukazał pewne fizyczne podobieństwo zwierzęcia i człowieka.
W lewym dolnym rogu obrazu znajduje się namalowana niebieską farbą sygnatura wraz z datą powstania dzieła:  „Gustave Courbet 1842”. Pomimo istnienia sygnatury istnieją wątpliwości, czy rzeczywiście autoportret został namalowany w 1842 roku.
Obraz nosi ślady retuszów i poprawek. Istnieje przypuszczenie, że pierwotnie miał być eksponowany nad drzwiami, na co wskazuje jego perspektywa.